# Paul Léon
Paul Léopoldovitch Léon (geboren 1893 im Kaiserreich Russland; gestorben Anfang April 1942 im KZ Auschwitz) war ein polnisch-französischer Soziologe und Sekretär von James Joyce.

## Leben
Paul Léon stammte aus dem polnischen Teil des Russischen Kaiserreichs. Er studierte Soziologie und Philosophie und wurde Professor. Er floh 1918, ging nach London und kam 1921 nach Frankreich. Er war jüdischer Abstammung, sprach sieben Sprachen und forschte über Rousseau und Benjamin Constant. Er heiratete Lucie Noël, und sie bezogen 1925 eine bürgerliche Wohnung in der Rue Casimir-Périer in Paris, kurz vor der Geburt ihres Sohnes Alex. Lucie war eine Schwester von Alex Ponizovski, der mit Vladimir Nabokov befreundet war. 1938 las Nabokov mit ihr die Korrektur seines ersten  englischsprachigen Werks The Real Life of Sebastian Knight. Lucie Noël schrieb über Mode für die New York Herald Tribune und sorgte damit für den Familienunterhalt.
1928 traf Léon zum ersten Mal James Joyce und war von dessen Arbeit fasziniert. Ab 1930 stellte er sich als unbezahlter Sekretär dem Schriftsteller zur Verfügung, der bald in Léons Wohnung aus- und einging. Im Winter 1930/31 schrieben sie dort zusammen mit Philippe Soupault eine französische Übersetzung von Anna Livia Plurabelle. Bei Léon erledigte Joyce ansonsten eher seine Korrespondenz, die Arbeit an seinem „Work in progress“ Finnegans Wake leistete er eher allein in seiner Wohnung. Léons enorme Sprachkenntnisse wurden allerdings auch gebraucht. Als Finnegans Wake 1939 erschien, schenkte Joyce ihm ein Exemplar mit dieser Widmung

„Dem eurasischen Ritter, Paul Léon,

mit tausend und einem Dank

von diesem höchst unseligen Schriftsteller,

James Joyce Paris, 4. Mai 1939“

Nach dem Einmarsch der Wehrmacht in Frankreich flohen Léon und seine Ehefrau Lucie, wie auch die Familie Joyce, nach Saint-Gérand-le-Puy (im Kanton Saint-Pourçain-sur-Sioule). Mit Joyce sah er dort noch die Erstausgabe von Finnegans Wake nach Druckfehlern durch. Da sie ihren persönlichen Besitz weitgehend in der Wohnung in der Rue Casimir-Périer zurückgelassen hatten, ging Lucie, die ja noch für den New York Herald Tribune arbeitete, zurück nach Paris. Léon und Alex folgten, als ihnen das Geld ausging, am 4. September 1940 wieder zurück nach Paris, in den von den Deutschen besetzten Teil Frankreichs. Er kümmerte sich nun darum, die persönlichen Gegenstände Joyce’ aus dessen Wohnung sicherzustellen. Seinen eigenen Briefwechsel mit Joyce stopfte er in 19 braune Umschläge und gab sie an Gerald O’Kelly de Gallagh (1890–1968), den stellvertretenden Geschäftsträger der irischen Botschaft. Die Umschläge blieben dort bis 1946 in (relativer) Sicherheit und gelangten dann bestimmungsgemäß in die National Library of Ireland. Als am 7. Mai 1941 wegen der Mietschulden der Vermieter Joyce’ Wohnung eine Versteigerung des Mobiliars erzwang, konnte Léon mit geliehenen 20.000 Francs den Großteil der Erstausgaben und anderer wichtiger Habseligkeiten der Familienangehörigen ersteigern. Bis Ende des Jahres 1941 gelang es Lucie und Paul Léon, die meisten Koffer und Pakete mit den Joyce-Büchern und Papieren bei Freunden und bei Anwälten unterzustellen. Ihre eigene Wohnung in der Rue Casimir-Périer wurde nun wiederholt von der Gestapo und der Kollaborationspolizei durchsucht.
Im August 1941 suchte ihn Samuel Beckett auf und empfahl ihm dringend zu fliehen, was er mit der Begründung ablehnte, dass Alex gerade sein Baccalauréat mache.
Im selben Monat wurde Paul Léon im Sammellager Drancy inhaftiert und im Dezember in das KZ Royallieu verlegt. Die irische Regierung lehnte eine Intervention, die von Giorgio Joyce erbeten worden war, ab. Am 27. März 1942 kam er mit einem Sammeltransport in das KZ Auschwitz, wo er ermordet wurde. Lucie Léon-Noel und Alex überlebten die Verfolgung in Monaco, und sie wohnte danach weiterhin in der Pariser Wohnung, als Gisèle Freund sie 1964 dort besuchte und Fotografien von dem literaturhistorischen Ort machte.
Die Inhalte der nach dem Krieg von Maria Jolas übernommenen Koffer sollten im Oktober 1949 in der Gallery La Hune zugunsten von Nora Joyce versteigert werden, was aber en bloc nicht gelang. Schließlich übernahm 1950 die University at Buffalo für 10.000 USD den gesamten Bestand. In der National Library of Ireland lagerten nun die Briefe von Joyce an Léon und Léons Durchschläge der von ihm für Joyce getippten Briefe, zum Beispiel an dessen Mäzenin Harriet Shaw Weaver. In seinem Testament selbst gab es die Bestimmung, dass sein Nachlass 50 Jahre verschlossen bleiben sollte, er aber schon vorher für den Gebrauch der Joyce-Familie geöffnet werden konnte. Demzufolge wurde Stephen Joyce, Neffe von Joyce’ Tochter Lucia, Zugang gewährt, der nach Lucias Tod 1982 Briefe entnahm und sie mit anderen Beständen verbrannte. Lucie Léon-Noël hatte ihrerseits bestimmt, dass der Nachlass von Léon 50 Jahre nach ihrem Tod (der war dann 1972) nicht geöffnet werden sollte. Der Nachlass wurde aber 1992 geöffnet und der Literaturwissenschaft zur Verfügung gestellt.
Eine für Paul Léon signierte Ausgabe des Ulysses erzielte 1967 bei einer Auktion 1.050 USD. Im Dubliner James Joyce Centre wurde 1998 ein „Paul Leon Exhibition Room“ mit Möbeln aus der Pariser Wohnung eingerichtet, darunter der Sessel, in dem Joyce saß, wenn er dort arbeitete.

## Schriften
- Nicholas II, Emperor of Russia, 1868–1918. Lettres de Nicholas II et de sa mère. Übersetzung, Einleitung und Anmerkungen von Paul L. Léon. S. Kra, Paris 1928.
- Lettres de Madame de Staël à Benjamin Constant; publiées pour la première fois en original par Madame la Baronne de Nolde. Vorwort Gustave Rudler. Einführung und Anmerkungen von Paul L. Léon. S. Kra, Paris 1928.
- Benjamin Constant. Rieder, Paris 1930.
- Le Problème du contrat social chez Rousseau. Sirey, Paris 1935.
- N. S. Timacheff: Introduction à la sociologie juridique. Übersetzung nach dem englischen Manuskript unter der Mitarbeit von Paul-L. Léon. A. Pedone, Paris 1939.
- In memory of James Joyce. In: Poésie. 5, 1942, S. 35 [vermutlich auf Französisch]; wieder in: Maria Jolas (Hrsg.): A James Joyce Yearbook. Transition Press, Paris 1949, S. 116–125.[13]